# Yara (film 2021)
Yara è un film del 2021 diretto da Marco Tullio Giordana.
Il film si basa sul caso di cronaca nera dell'omicidio di Yara Gambirasio.

## Trama
26 febbraio 2011. Il corpo della 13enne Yara Gambirasio viene ritrovato in modo del tutto casuale da un aeromodellista in un campo aperto a Chignolo d'Isola, distante circa 10 chilometri da Brembate di Sopra, comune dove lei abitava.
Venerdì 26 novembre 2010, tre mesi prima: Yara attorno alle ore 17:30 si reca presso il centro sportivo del suo comune, dove è solita allenarsi nella ginnastica ritmica. Lì rimane, secondo varie testimonianze, almeno fino alle ore 18:40 circa, dopodiché se ne perdono le tracce. La madre si preoccupa e va a cercarla, mentre il padre denuncerà successivamente la sua scomparsa ai carabinieri. Il pubblico ministero Letizia Ruggeri, il colonnello Vitale e il maresciallo Garro seguono il caso con determinazione e fanno di tutto per arrivare alla verità. Le telecamere di sorveglianza del centro sportivo sono tutte fuori uso e non risultano utili nel ricostruire i movimenti della ragazza. Alle 18:44 il suo telefono cellulare aggancia la cella di Ponte San Pietro in via Adamello, alle 18:49 la cella di Mapello, a tre chilometri da Brembate di Sopra, e alle 18:55 la cella di Brembate di Sopra in via Ruggeri.
Il 5 dicembre 2010, a bordo di una nave diretta a Tangeri, viene fermato Mohamed Fikri, 22 anni, operaio marocchino del cantiere edile di Mapello dove i cani molecolari sembrano aver rilevato l'ultima traccia di Yara. L'operaio viene indagato per la scomparsa della ragazza a causa di un'intercettazione telefonica in cui parla in arabo, rivelatasi poi priva di valore a causa di una traduzione errata della frase "che Allah mi protegga" in "che Allah mi perdoni". Il ragazzo risulterà del tutto estraneo alla vicenda e la PM Ruggeri finisce al centro delle polemiche. Il suo superiore, il procuratore Sperone, le suggerisce di chiedere il trasferimento perché anche il CSM vuole far luce sul suo operato.
Verranno rilevati sul corpo di Yara numerosi colpi di spranga, un trauma cranico, una profonda ferita al collo e almeno sei ferite da arma da taglio. Nei mesi seguenti si ipotizza che la morte sia sopraggiunta in un momento successivo all'aggressione, a causa del freddo e dell'indebolimento dovuto alle lesioni. Sul corpo non appaiono segni di violenza carnale. Quando ormai l’indagine è vicina all’archiviazione arriva la svolta: il 16 giugno 2014 viene arrestato Massimo Giuseppe Bossetti, 44 anni, muratore di Mapello incensurato, il cui DNA nucleare è risultato sovrapponibile con quello dell'uomo definito "Ignoto 1", rilevato sugli indumenti intimi di Yara nella zona colpita da arma da taglio e ritenuto dall'accusa l'unico riconducibile all'assassino.
A Bossetti si arriva attraverso un lungo percorso iniziato dalla scoperta che l'aplotipo Y del DNA di "Ignoto 1" è identico a quello di un frequentatore di una discoteca vicina al luogo del ritrovamento del corpo (persona estranea ai fatti e fra i tanti sottoposti a prelievo del DNA in un'indagine "screening"), dal quale, tramite l'esame di vari soggetti del ramo familiare con profilo genetico via via più strettamente correlato, si risale a Giuseppe Guerinoni, autista di autobus di Gorno deceduto nel 1999, identificato come il padre naturale di "Ignoto 1". Solo dopo molti tentativi, e anche con l'aiuto della confidenza di un collega di Guerinoni riguardante una relazione affettiva dell'autista risalente a molti anni addietro, cercando l'allele 26 presente nel profilo nucleare di "Ignoto 1", ereditato sicuramente dalla madre in quanto non presente nel DNA di Guerinoni, si riesce a risalire ad Ester Arzuffi, la donna il cui DNA nucleare corrisponde alla metà materna del profilo di "Ignoto 1".
Sulla base di questi indizi, in un controllo stradale mediante l'etilometro viene prelevato il DNA a Massimo Bossetti, uno dei due figli della Arzuffi, e viene verificata la corrispondenza del suo DNA nucleare con quello rinvenuto sulla vittima. La pubblica accusa, con la certezza virtuale propria della prova genetica, identifica Bossetti come "Ignoto 1". Altro elemento portato dall'accusa è il fatto che le telecamere di sorveglianza della strada della palestra di Yara avrebbero filmato diversi transiti del furgone di Bossetti davanti al centro sportivo. La difesa contesta da subito la prova genetica per la mancanza di DNA mitocondriale di Bossetti nella traccia genetica rinvenuta ed esaminata. Bossetti si dichiara fin da subito innocente e sostiene il trasferimento accidentale di DNA da alcuni attrezzi che gli sarebbero stati rubati, sporchi del suo sangue a causa di epistassi, di cui soffrirebbe regolarmente. La moglie di Bossetti afferma che il marito era con lei a casa la sera del delitto anche se in un confronto con il marito sembra avere dei dubbi.
Il 1º luglio 2016 la Corte d'Assise di Bergamo condanna Bossetti all'ergastolo per omicidio pluriaggravato, come richiesto dalla PM.
Il 12 ottobre 2018 la Corte di Cassazione condanna Massimo Bossetti in via definitiva. 

Malgrado le sentenze, Massimo Bossetti non ha mai smesso di proclamarsi innocente. 
 
Novembre 2019. La difesa di Bossetti chiede al Tribunale di Bergamo di poter accedere a reperti biologici e indumenti per una nuova valutazione ma l’istanza viene respinta. 
 
11 gennaio 2021. La Corte di Cassazione annulla la decisione e decide che la Corte d’Assise di Bergamo dovrà fissare udienza per consentire l’analisi dei reperti. 
 
3 giugno 2021. La Corte d’Assise di Bergamo rigetta la richiesta dei difensori di Massimo Bossetti di avere accesso ai reperti.»

## Produzione
Le riprese non sono state fatte nel territorio bergamasco, bensì in gran parte in provincia di Roma.

## Distribuzione
Il film, prodotto da Taodue, è stato distribuito nelle sale italiane il 18 ottobre 2021 ed è uscito su Netflix il 5 novembre successivo, poi trasmesso il 23 giugno 2025 su Canale 5 in prima visione assoluta.

## Accoglienza
I genitori di Yara hanno dichiarato tramite il loro avvocato di non aver mai avuto alcun contatto significativo con il regista, il quale avrebbe telefonato ai due solo nelle fasi finali della realizzazione del film.
L'avvocato di Bossetti ha definito il film pieno di errori e incongruenze con la realtà dalle celle agganciate dal cellulare di Bossetti ("l'ha agganciato, ma è accaduto un'ora prima che Yara sparisse"), alle ricerche pedopornografiche sul suo computer ("si tratta in realtà di frammenti di stringhe che nei siti hot si aprono passando con il mouse sopra a icone che mostrano una sorta di preview del video"), alla polvere di calce nei polmoni e nelle ferite della tredicenne ("le sferette di metallo trovate sul furgone di Bossetti sono d’acciaio e quelle trovate su Yara erano in ferro").